# Nowiny Wileńskie
Nowiny Wileńskie (с пол. — «Виленские новости») — ежедневная газета. Издавалась с 4 (17) января до 20 февраля (5 марта) 1906 года в Вильно на польском языке. Редактор — З. Багданович, владелец — виленский епископ Э. Ю. Ропп. События политического, социально-экономического и культурно-религиозной жизни белорусско-литовских губерний освещала с позиции христианской демократии. Значительное место отводила новостям из жизни католиков Виленской епархии. Сыграла заметную роль в создании Конституционно-католической партии Беларуси и Литвы. Глава партии Ропп в ряде статей выступил с разъяснением основных положений партийной программы. В национальном вопросе отстаивала право поляков, литовцев и белорусов на самостоятельное культурное развитие и свободу в пределах Российской империи. Свобода понималась как достижение автономии этнографической Литвы и Беларуси. Вышли 32 номера. В феврале 1906 Ропп стал владельцем газеты «Курьер Литэвски» и присоединил газету к своей новой газете.